# Transplantace dělohy
Transplantace dělohy je chirurgický zákrok, při kterém je děloha transplantována do organismu v rámci léčby ženské neplodnosti. Zákrok je indikován k léčbě žen s absolutním děložním faktorem neplodnosti, buď na základě vrozené malformace a absence dělohy, či po odstranění tohoto orgánu (hysterektomie). Těhotenství rovněž může bránit nefunkční děloha, např. po radioterapii pánve, Ashermanově syndromu v důsledku děložních srůstů a z dalších příčin.
O transplantaci dělohy se poprvé pokusili lékaři v Saúdské Arábii na přelomu tisíciletí, zákrok se ale nezdařil. V roce 2011 dopadl úspěšně v Turecku, žena pak sice otěhotněla, ale potratila. V roce 2012 dosáhli úspěšné transplantace lékaři ve švédském Göteborgu, kde se také o dva roky později poprvé narodilo ženě s transplantovanou dělohou dítě.
První transplantaci dělohy v ČR provedli lékaři z IKEM 30. dubna 2016. Pacientkou byla 30letá žena, které dělohu darovala její 53letá matka. Žena byla zřejmě 13. pacientkou na světě, která takový zákrok absolvovala. První dítě ženě s transplantovanou dělohou se v ČR poprvé narodilo v motolské nemocnici v roce 2019.